# Chiesa di San Giulio (Castellanza)
La chiesa di San Giulio è il principale luogo di culto cattolico di Castellanza, in provincia di Varese ed arcidiocesi di Milano. Intitolata a Giulio di Orta, sorge in piazza Paolo VI, a pochi metri da Palazzo Brambilla, sede dell'amministrazione comunale e l'abside si affaccia su corso Matteotti, strada che corre rialzata il fiume Olona.

## Storia
L'esistenza della chiesa, edificata, secondo un'iscrizione su una tomba ritrovata nei pressi della chiesa datata 1386, tra il 1350 e il 1380, è attestata in un documento risalente al XIV secolo in cui è riportato che l'edificio sorgeva in località Cogorezio, che divenne successivamente una contrada di Castellanza, insieme alla località Sponzano. La consacrazione fu effettuata solo nel 1557 da Melchiorre Crivelli, vescovo coadiutore della diocesi di Vigevano e titolare della diocesi di Tagaste. 
Il primo ampliamento della chiesa risale al XVI secolo, mentre nel 1880 il Comune finanziò i lavori di restauro del primo campanile, quando furono realizzate alcune nuove cappelle all'interno dell'edificio religioso.
Nel 1926, con il parroco don Testori, sorse la necessità di un luogo di culto che potesse accogliere un maggior numero di fedeli. Venne organizzata, presso Palazzo Brambilla, una riunione a cui parteciparono i membri dell'amministrazione comunale, alcune famiglie benestanti e tutti i preti di Castellanza per decidere se ampliare o se invece optare per la sua completa ricostruzione. Grazie al contributo economico di alcune importanti famiglie castellanzesi, si decise di ampliare l'edificio esistente. Il progetto fu affidato all'ingegner Maggi e la prima pietra fu posata l'8 agosto 1926. Per l'ampliamento furono usati materiali di nuova produzione, ma anche laterizi e ciottoli provenienti dalle chiese dismesse del circondario. Contemporaneamente iniziò anche la costruzione della casa parrocchiale, richiamando lo stile romanico lombardo della nuova chiesa.
Nel 1936, durante i lavori per la demolizione del vecchio campanile, un crollo che costò la vita a un operaio portò alla luce un raffresco raffigurante la Santissima Trinità sulla pietra tombale di un nobile, tale Auricus, datata 1386. Il nuovo campanile fu ultimato nel 1948 e, con i suoi 93 metri di altezza, è il terzo più alto campanile della Lombardia, ottavo in Italia.
Gli ultimi importanti interventi di restauro furono portati avanti nel corso degli anni 1950 e 1990. Nel 2010 fu rifatta la pavimentazione della piazza antistante la chiesa.

## Descrizione

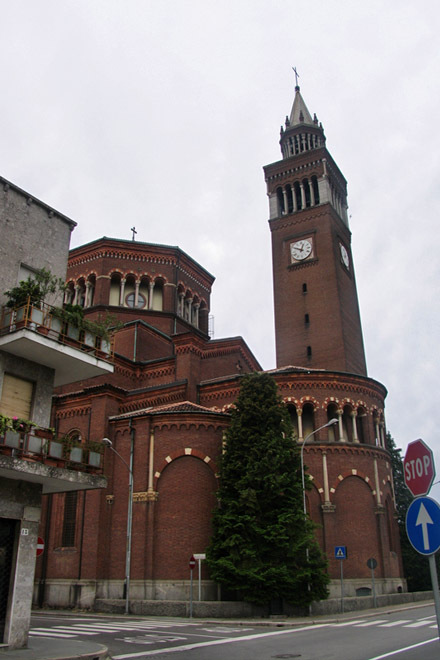
L'abside della chiesa e il campanile.

Durante la sua visita pastorale del 1603, l'arcivescovo Carlo Borromeo descrisse la chiesa con un'unica navata, con cappelle e tombe di personaggi nobili, una torre campanaria con due campane e un piccolo cimitero.
Nella relazione del 1753 dell'arcivescovo Giuseppe Pozzobonelli si legge che la chiesa aveva anche una cappella per il battesimo, ma per il resto non vi furono importanti cambiamenti.
La chiesa odierna, risultato del radicale ampliamento degli anni 1920, si presenta come un edificio in stile romanico lombardo affacciato sulla principale piazza di Castellanza. È realizzata in muratura a vista e dalla facciata sono ben identificabili le tre navate che scandiscono gli spazi interni. Sono presenti tre ingressi: due per le navate laterali e uno, più imponente, per quella centrale; quest'ultimo è sormontato da un grosso rosone, unica apertura della facciata oltre ai portali d'ingresso. Sopra ai portali sono posizionati tre mosaici: quello di sinistra raffigura San Giulio che tiene nella mano sinistra alcuni strumenti da lavoro, mentre in quella destra un piccolo modellino della chiesa stessa; quello di destra rappresenta Sant'Anna che tiene in mano una pergamena; su quello centrale, più grande, è invece raffigurata la scena dell'Incoronazione di Maria.
Il campanile, costruito nel 1948 fu completato nel 1953, è in muratura a base quadrata e alla sua sommità, al di sopra della cella campanaria, è presente un piccolo corpo ottagonale composto da quattro colonnine per ogni lato. La sua altezza di 83 metri lo rende uno dei più alti campanili d'Italia (l'ottavo in Lombardia), ma durante la sua costruzione l'altezza fu limitata a causa della costruzione, nello stesso periodo, dell'Aeroporto di Milano-Malpensa.
All'interno la navata centrale, orientata sull'asse sud-ovest/nord-est, è intonacata ma non affrescata, ed è coperta da volte a vela. È presente un transetto e nel presbiterio, pavimentato nel 1932 con mosaici in marmo veneziano, è collocato un imponente ciborio. Alle spalle di quest'ultimo, a pavimento, trova luogo l'organo a canne Mascioni opus 1175 costruito nel 2006, che dispone di 28 registri su due manuali e pedale; l'organo, da qualche anno malfunzionante, è stato riparato nel 2019 grazie al contributo di Giovanni Cerini, cantore castellanzese.